# Ruhinda (periodiskt vattendrag)
Ruhinda är ett periodiskt vattendrag i Burundi.   Det ligger i provinsen Mwaro, i den centrala delen av landet, 50 kilometer öster om huvudstaden Bujumbura.
Omgivningarna runt Ruhinda är en mosaik av jordbruksmark och naturlig växtlighet. Runt Ruhinda är det tätbefolkat, med 319 invånare per kvadratkilometer.